# The Scythe
Albums de Elvenking
The Winter Wake
(2006) Two Tragedy Poets (...and a Caravan of Weird Figures)
(2008)
The Scythe est le quatrième album studio du groupe de Folk/Power metal italien Elvenking. L'album est sorti le 14 septembre 2007 sous le label AFM Records.
Le titre The divided heart est sorti en single la 20 octobre 2007.

## Singles
- The divided heart - 20 octobre 2007

## Musiciens
- Damna – chant
- Aydan – guitare
- Gorlan – basse
- Elyghen – violon, claviers
- Zender – batterie

### Musiciens de session
- Mike Wead – guitare
- Laura De Luca – chant féminin
- Jared Shackleford – narration
- Mauro Bortolani – piano
- Isabella Tuni – chant féminin
- Laura De Luca, Pauline Tacey, Claudio Coassin, Aydan – chant de fond
- Claudio Coassin, Damna, Aydan and Jarpen – cris

## Liste des morceaux
1. The Scythe – 5:36
2. Lost Hill of Memories – 4:58
3. Infection – 5:05
4. Poison Tears – 4:30
5. A Riddle of Stars – 5:22
6. Romance & Wrath – 8:14
7. The Divided Heart – 4:39
8. Totentanz – 2:28
9. Death And The Suffering – 5:11
10. Dominhate – 8:57
11. Horns Ablaze - 4:21 (piste bonus de l'édition du Japon)
12. The Open Breach (piste bonus de l'édition du Japon)